# Српско певачко друштво у Руми
Српско певачко друштво у Руми основано је 1862. године не само као хорски састав, већ и као симбол српске нације и православне културе. Просторије друштва су биле на данашњем Занатском тргу, док су чланови друштва били и утицајни људи који су своју имовину остављали друштву. У цркви Сошествија Светог Духа 1902. године изведена је први пут Химна друштва коју је компоновао Исидор Бајић.
После Другог светског рата друштво је забрањено 1948. године да би педесетих година 20. века поново почело са радом и успешно радило као градски хор.

## Друштво данас
Ново поглавље хора почиње 2002. године поводом 140-те годишњице постојања када је измењен је статут и враћено име „Српско певачко друштво у Руми”.
Српско певачко друштво у Руми има троструку улогу: неговање хорске музике уметности, очување традиције важне културне установе града и дружење чланова након проба и на излетима. Чланови хора су разних професија и генерација. Репертоар је разноврстан: световна и духовна музика, композиције разних земаља и епоха, а на дружењима савремена домаћа поп и рок музика, народна и староградска. У току године у репертоар хора се уврсти најмање шест нових композиција. 
Хор сарађује са другим хоровима, оркестрима, солистима и КУД-има. Наступа на свечаностима, у црквама и манастирима, на нашим и међународним фестивалима и у другим градовима са којима има успешну сарадњу и пријатељство.

## Освојене медаље и признања
- Фестивал музичких друштава Војводине (сваке друге године) 
  - сребрна плакета 2003. године
  - плакета ФМДВ поводом 40 година фестивала
  - бронзана плакета 2007.
  - бронзана плакета 2009.
  - сребрна медаља 2013.
- Мајски сусрети хорова Бијељина (међународни) 
  - сребрна медаља 2004.
  - сребрна медаља 2007.
  - сребрна медаља 2008.
  - сребрна медаља 2009.
- Сабор Филипа Вишњића у Вишњићеву 
  - захвалница за вишегодишњу сарадњу
- фестивал фолклора и хорова – Неос Мармарас – Грчка
  - диплома 2009.
- Xорски фестивал - Бијељина 
  - сребрна медаља - 15. мај 2011.
  - бронзана медаља 15. мај 2011.
  - сребрна медаља, 11. мај 2012.